# (5241) 1990 YL
(5241) 1990 YL là một tiểu hành tinh vành đai chính. Nó được phát hiện bởi Seiji Ueda và Hiroshi Kaneda ở Kushiro, Hokkaidō, ngày 23 tháng 12 năm 1990.